# 瓜叶帚菊
瓜叶帚菊（学名：[Pertya henanensis] 错误：{{Lang}}：文本有斜体标记（帮助））为菊科帚菊属的植物，是中国的特有植物。分布在中国大陆的四川、河南等地，生长于海拔950米至1,110米的地区，多生于山顶疏林中或山谷密林下，目前尚未由人工引种栽培。